# Август Уилсон
«А́вгуст Уи́лсон» (англ. The August Wilson Theatre) — бродвейский театр, расположенный в западной части 52-й улицы в театральном квартале Манхэттена, Нью-Йорк, США. Управляется театральной компанией «Jujamcyn».

## Основные постановки
- 1926: «Пигмалион»
- 1928: «Майор Барбара»
- 1938: «Торговец Йонкерса»
- 1951: «Дом Бернарды Альбы»
- 1969: «Наш городок»
- 1974: «Кошка на раскалённой крыше»
- 1978: «Первый понедельник октября»
- 1979: «Энни»
- 1981: «Копперфильд»
- 1983: «На носках»
- 1988: «Кэрри»
- 1988: «Город ангелов»
- 1993: «Моя прекрасная леди»
- 2002: «Суровое испытание»
- 2003: «Магазинчик ужасов»
- 2005: «Парни из Джерси» (текущая)